# Newport-klass
Newport-klassen är en klass landstigningsfartyg som byggdes för att ersätta de äldre Landing Ship Tank (LST) från andra världskriget. Totalt tjugo fartyg byggdes för USA:s flotta under slutet av 1960- och i början av 1970-talet. Alla avrustades på 1990-talet och tolv stycken såldes till andra länder, sex stycken sänktes som skjutmål och de sista två ligger i malpåse i väntan på skrotning.

## Konstruktion

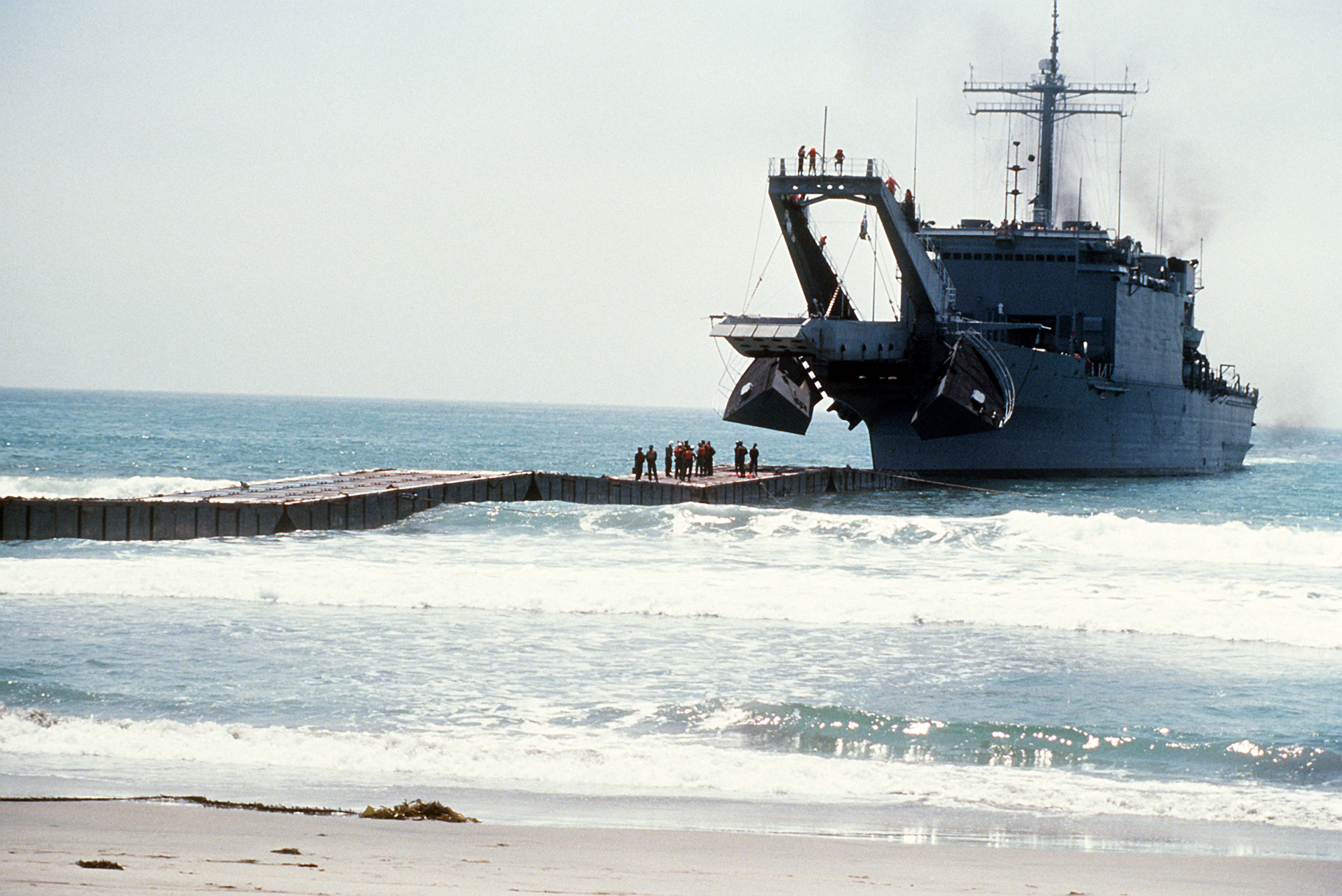
med sin flytbrygga utlagd.

Efter Koreakriget och framförallt i landstigningen vid Inchon stod det klart att förmågan att transportera och landsätta tunga stridsfordon fortfarande var aktuell. Modernare amfibiefartyg kunde också landsätta stridsvagnar, men bara via landstigningsbåtar vars kapacitet uppgick till enstaka stridsvagnar per vända, vilket gjorde att styrkeuppbyggnaden på stranden skulle ha gått väldigt långsamt. Stridsvagnarna behövde landsättas kompanivis, eller ännu hellre bataljonvis. Något som krävde direkt överföring från fartyg till strand. De äldre LST:erna var dock för långsamma, hade för dålig räckvidd och bristfällig sjövärdighet i grov sjö. I Newport-klassen frångick man därför den traditionella designen med flat botten och bogport. I stället fick fartygen slankare och starkare bogar och skrov för att klara högre fart och grov sjö. För att kunna landsätta stridsvagnar fick fartygen en 34 meter lång och 40 ton tung bogramp som kunde skjutas fram från fören hängande i de stora framskjutande lastbommarna. Under gång ligger bogrampen surrad på fördäck och fungerar då även som tak över rampen från fordonsdäck. Ifall bogrampen inte räcker till kan stridsvagnarna även landsättas via en flytbrygga som kan bäras i sektioner på utsidan av bordläggningen. Fartygen har också en akterramp i vattennivå för att kunna sjösätta amfibiebandvagnar och kunna föra över stridsvagnar till LCAC-svävare eller LCU-landstigningsfarkoster. Två stycken lastkranar med kapacitet på 10 ton används för att sjösätta flytbryggan, lätta amfibiefordon eller för att lasta och lossa last direkt till kaj. Newport-klassen var även de första landstigningsfartyg som utrustades med bogpropeller för att kunna manövrera i sidled. Något som behövdes för att hålla fartyget på plats under avlastningen.
Fartygen saknar hangar, men har en helikopterplatta på akterdäck.

## Utveckling
Under 1970- och 1980-talen utgjorde de tjugo fartygen i Newport-klassen en betydande del av den amerikanska amfibieförmågan. I efterdyningarna av Kuwaitkriget genomfördes 1993 en ambitionssänkning som innebar att USA:s marinkår bara behövde ha förmågan att ingripa i två regionala konflikter samtidigt. För flottans del innebar det att man bara behövde förmågan att transportera och underhålla två MEB och en MEU. I en proposition från 15 april 1994 föreslogs därför att femton av de tjugo fartygen i Newport-klassen skulle säljas eller leasas till andra länders flottor. De fem fartygen som återstod kunde dock bara svara upp till 73 % av behovet för de två och en halv brigaderna. För att nå upp till målet så presenterade flottan ett förslag där sex fartyg behölls i tjänst, varav fyra med lägre beredskapsgrad (i praktiken placerade i reserv). Övriga fartyg godkändes för försäljning i juli 1994, av dessa är fyra fortfarande i aktiv tjänst.
Av de sex fartyg som behölls var Frederick (LST-1184) och La Moure County (LST-1194) i tjänst ända inpå 2000-talet, medan Fresno (LST-1182), Tuscaloosa (LST-1187), Boulder (LST-1190) och Racine (LST-1191) behölls i malpåse (Boulder i Philadelphia och de andra tre i Pearl Harbor). La Moure County skadades svårt i en grundstötning utanför Chiles kust den 12 september 2000. Hon bogserades till Talcahuano, men skadorna var för omfattande för att det skulle löna sig att reparera henne. I stället rensades hon på all användbar utrustning och sänktes som skjutmål ungefär 240 km väster om Valparaíso under övningen UNITAS 2001.

## Fartyg i klassen
| Namn               | Nummer   | Varv           | Kölsträckt        | Sjösatt           | Tagen i tjänst   | Avrustad          | Öde                                                              |
| ------------------ | -------- | -------------- | ----------------- | ----------------- | ---------------- | ----------------- | ---------------------------------------------------------------- |
| Newport            | LST-1179 | Philadelphia   | 1 november 1966   | 3 februari 1968   | 7 juni 1969      | 30 september 1992 | Såld till Mexiko som Papaloapan 23 maj 2001                      |
| Manitowoc          | LST-1180 | Philadelphia   | 27 februari 1967  | 4 januari 1969    | 24 januari 1970  | 13 juni 1993      | Såld till Taiwan som Chung Ho 29 september 2000                  |
| Sumter             | LST-1181 | Philadelphia   | 14 november 1967  | 13 december 1969  | 20 juni 1970     | 30 september 1993 | Såld till Taiwan som Chung Ping 29 september 2000                |
| Fresno             | LST-1182 | National Steel | 16 december 1967  | 28 september 1968 | 22 november 1969 | 8 april 1993      | Sänkt som skjutmål 15 september 2014                             |
| Peoria             | LST-1183 | National Steel | 24 februari 1968  | 23 november 1968  | 21 februari 1970 | 28 januari 1994   | Sänkt som skjutmål 12 juli 2004                                  |
| Frederick          | LST-1184 | National Steel | 13 april 1968     | 8 mars 1969       | 11 april 1970    | 5 oktober 2002    | Såld till Mexiko som Usumacinta 22 november 2002                 |
| Schenectady        | LST-1185 | National Steel | 2 augusti 1968    | 24 maj 1969       | 13 juni 1970     | 15 december 1993  | Sänkt som skjutmål 23 november 2004                              |
| Cayuga             | LST-1186 | National Steel | 28 september 1968 | 12 juli 1969      | 8 augusti 1970   | 26 augusti 1994   | Såld till Brasilien som Mattoso Maia 24 januari 2001             |
| Tuscaloosa         | LST-1187 | National Steel | 23 november 1968  | 6 september 1969  | 24 oktober 1970  | 18 februari 1994  | Sänkt som skjutmål 12 juli 2014                                  |
| Saginaw            | LST-1188 | National Steel | 24 maj 1969       | 7 februari 1970   | 23 januari 1971  | 28 juni 1994      | Såld till Australien som Kanimbla i augusti 1994                 |
| San Bernardino     | LST-1189 | National Steel | 12 juli 1969      | 28 mars 1970      | 27 mars 1971     | 30 september 1995 | Såld till Chile som Valdivia 30 september 1995                   |
| Boulder            | LST-1190 | National Steel | 6 september 1969  | 22 maj 1970       | 4 juni 1971      | 28 februari 1994  | I malpåse i väntan på skrotning                                  |
| Racine             | LST-1191 | National Steel | 13 december 1969  | 15 augusti 1970   | 9 juli 1971      | 2 oktober 1993    | I malpåse i väntan på skrotning                                  |
| Spartanburg County | LST-1192 | National Steel | 7 februari 1970   | 7 november 1970   | 1 september 1971 | 16 december 1994  | Såld till Malaysia som Sri Inderapura 16 december 1994           |
| Fairfax County     | LST-1193 | National Steel | 28 mars 1970      | 19 december 1970  | 16 oktober 1971  | 17 augusti 1994   | Såld till Australien som Manoora 27 september 1994               |
| La Moure County    | LST-1194 | National Steel | 22 maj 1970       | 13 februari 1971  | 18 december 1971 | 17 november 2000  | Sänkt som skjutmål i juli 2001                                   |
| Barbour County     | LST-1195 | National Steel | 7 november 1970   | 15 maj 1971       | 12 februari 1972 | 30 mars 1992      | Sänkt som skjutmål 6 april 2004                                  |
| Harlan County      | LST-1196 | National Steel | 17 november 1970  | 24 juli 1971      | 8 april 1972     | 14 april 1995     | Såld till Spanien som Pizarro 27 april 2000                      |
| Barnstable County  | LST-1197 | National Steel | 19 december 1970  | 2 oktober 1971    | 27 maj 1972      | 29 juni 1994      | Såld till Spanien som Hernán Cortés 29 augusti 1994              |
| Bristol County     | LST-1198 | National Steel | 13 februari 1971  | 4 december 1971   | 5 augusti 1972   | 29 juli 1994      | Såld till Marocko som Sidi Mohammed Ben Abdellah 16 augusti 1994 |

## Användare
USA:s flotta
Totalt tjugo fartyg i tjänst 1969 – 2002. Tolv sålda, sex sänkta som skjutmål och två som inväntar skrotning.
 Australiens flotta
Två fartyg, Kanimbla (fd Saginaw) och Manoora (fd Fairfax County) inköpta 1994. Båda skrotade i New Orleans 2013.
 Brasiliens flotta
Ett fartyg, Mattoso Maia (fd Cayuga) inköpt 24 januari 2001. Fortfarande i aktiv tjänst.
 Chiles flotta
Ett fartyg, Valdivia (fd San Bernardino) inköpt 30 september 1995. Avrustad 14 januari 2011.
 Malaysiska flottan
Ett fartyg, Sri Inderapura (fd Spartanburg County) inköpt 31 januari 1995. Avrustad 21 januari 2010.
 Marockanska flottan
Ett fartyg, Sidi Mohammed Ben Abdellah (fd Bristol County) inköpt 16 augusti 1994. Fortfarande i aktiv tjänst.
 Mexikos flotta
Två fartyg, Papaloapan (fd Newport) och Usumacinta (fd Frederick) inköpta 2001 respektive 2002. Båda fortfarande i aktiv tjänst.
 Taiwans flotta
Två fartyg, Chung Ho (fd Manitowoc) och Chung Ping (fd Sumter) inköpta 29 september 2000. Båda fortfarande i aktiv tjänst.
 Spaniens flotta
Två fartyg, Hernán Cortés (fd Barnstable County) och Pizarro (fd Harlan County) inköpta 1994 respektive 2000. Avrustade 2009 respektive 2012.